# Roland Werner (Politiker)

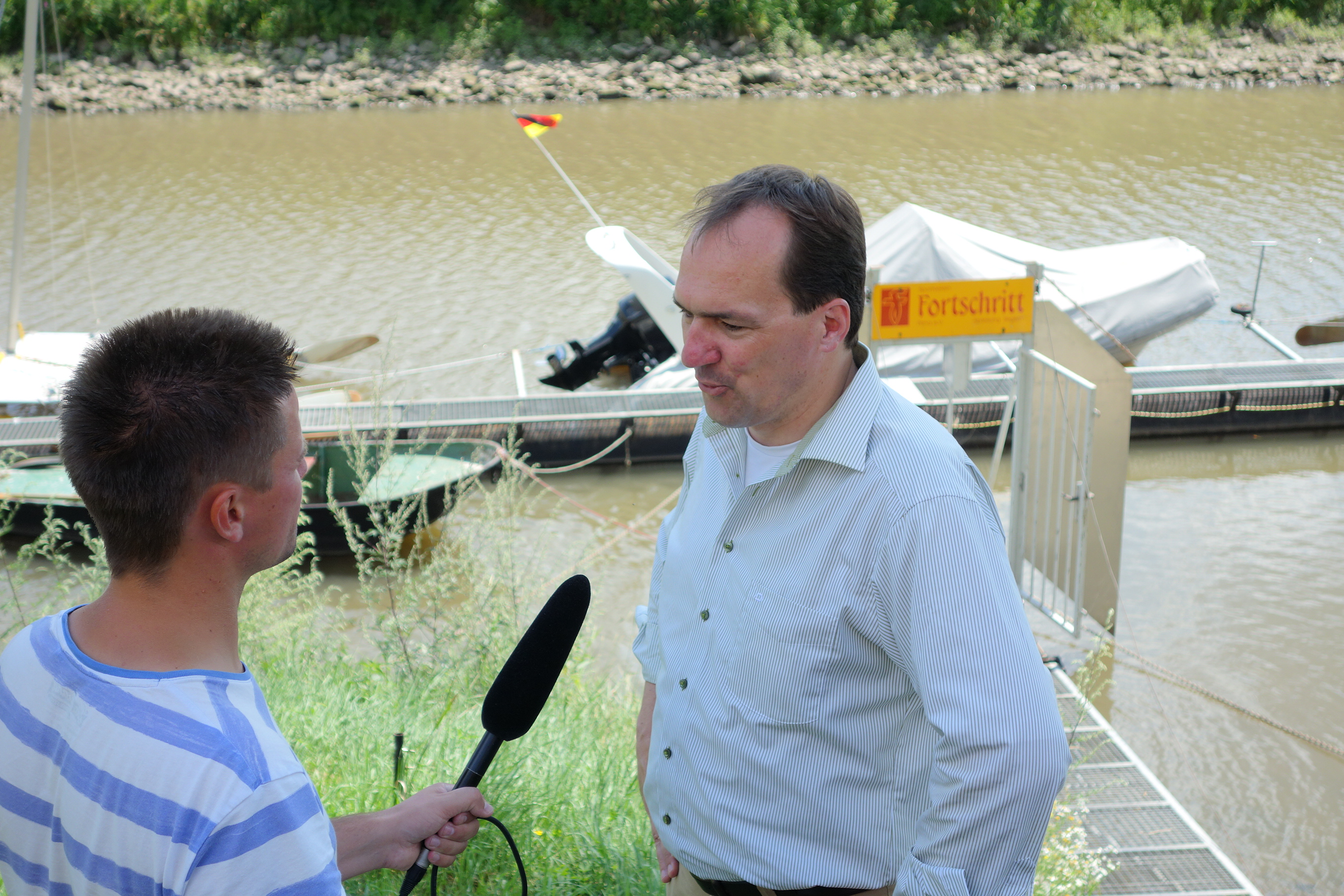
Roland Werner in Pirna, Juli 2014

Roland Werner (* 11. November 1970 in München) ist ein deutscher Politiker (FDP). Er war 2009 bis 2014 Amtschef und Staatssekretär für Verkehr im Sächsischen Staatsministerium für Wirtschaft, Arbeit und Verkehr. Von März bis Dezember 2013 und von Mai 2015 bis April 2019 war er Mitglied im Bundesvorstand der FDP, von März 2015 bis November 2019 war er FDP-Landesschatzmeister in Sachsen.

## Leben
Roland Werner absolvierte nach dem Abitur ein Studium der Wirtschaftswissenschaften mit den Schwerpunkten Controlling sowie Wirtschafts- und Unternehmenspolitik an der Universität Augsburg und schloss das Studium erfolgreich als Diplomökonom ab. 
Ab 1997 war er als Büroleiter des Bundestagsabgeordneten Guido Westerwelle in Bonn, später Berlin, tätig. Im Jahr 2000 wechselte er als persönlicher Referent und Sprecher zu Wolfgang Gerhardt, Vorsitzender der FDP-Bundestagsfraktion. 
Seit dem Jahreswechsel 2005/2006 war Roland Werner als Geschäftsführer der FDP-Fraktion im Sächsischen Landtag tätig.
Nach der Vereidigung von Sven Morlok (FDP) zum Sächsischen Staatsminister für Wirtschaft, Arbeit und Verkehr nach der Landtagswahl in Sachsen 2009 wurde Roland Werner neben Hartmut Fiedler einer der beiden Nachfolger von Hartmut Mangold.
Nach seiner Abberufung als Staatssekretär und Amtschef im Zusammenhang mit dem Ausscheiden der FDP aus der Sächsischen Staatsregierung nach der Landtagswahl 2014 war Werner zunächst freiberuflich tätig. Seit 4. Juli 2016 ist er Head of Government Affairs & Policy beim Mobilitätsdienstleister Uber und verantwortet in der neu geschaffenen Position die politische Kommunikation des Unternehmens in Deutschland, Österreich und der Schweiz. Sein Nachfolger als Amtschef und Staatssekretär im SMWA wurde wiederum Hartmut Mangold.